# NGC 1881
NGC 1881 is een open sterrenhoop in het sterrenbeeld Goudvis. Het hemelobject werd op 17 januari 1838 ontdekt door de Britse astronoom John Herschel.

## Synoniemen
- ESO 56-SC86